# BBC Television Centre
Het BBC Television Centre in de wijk White City van Londen was van 1960 tot 2013 het hoofdkantoor van de televisieafdeling van de British Broadcasting Corporation, afgekort de BBC. Het gebouw werd officieel geopend op 29 juni 1960 en werd gebruikt voor het opnemen van verschillende programma's van de BBC. Bepaalde gedeeltes van het gebouw hebben een Grade II-status op de Statutory List of Buildings of Special Architectural or Historic Interest.
Op 21 september 2010 maakte de BBC bekend het gebouw te willen gaan verlaten in 2013. Wegens een reorganisatie werden de activiteiten van de nieuwsafdeling op 18 maart 2013 verplaatst naar het Broadcasting House in Centraal-Londen. Het BBC Television Centre werd in juli 2012 verkocht aan Stanhope plc voor een bedrag van ongeveer 200 miljoen pond. De BBC verliet uiteindelijk het gebouw op 31 maart 2013.

## Geschiedenis
Op 1 april 1949 maakte Norman Collins (toenmalig toezichthouder van de televisie-afdeling van de BBC) tijdens het jaarlijkse diner van de Royal Television Society in het Waldorf Hotel bekend dat er een nieuw televisiecentrum zou worden gebouwd in de wijk Shepherd's Bush. Televisieprogramma's werden toen nog gemaakt vanuit het Alexandra Palace en de Lime Grove Studios.
Het gebouw werd gebouwd door Higgs and Hill, wat eerder de The London Studios van ITV opleverde in 1972. De geraamde kosten waren negen miljoen pond. Het eerste programma dat werd uitgezonden vanuit het nieuwe televisiecentrum was First Night uit studio 3, dat gepresenteerd werd door goochelaar David Nixon. In 1997 werd het BBC News Centre geopend, wat gelegen was aan de voorkant van het gebouw.
Op 4 maart 2001 explodeerde een bom in de buurt van het het nieuwscentrum van het complex zonder fatale gevolgen. De actie werd opgeëist door de Real Irish Republican Army, de daders werden later gearresteerd. De voorkant van het gebouw liep enige schade op wat binnen de kortste tijd werd gerepareerd.

## Gebouw

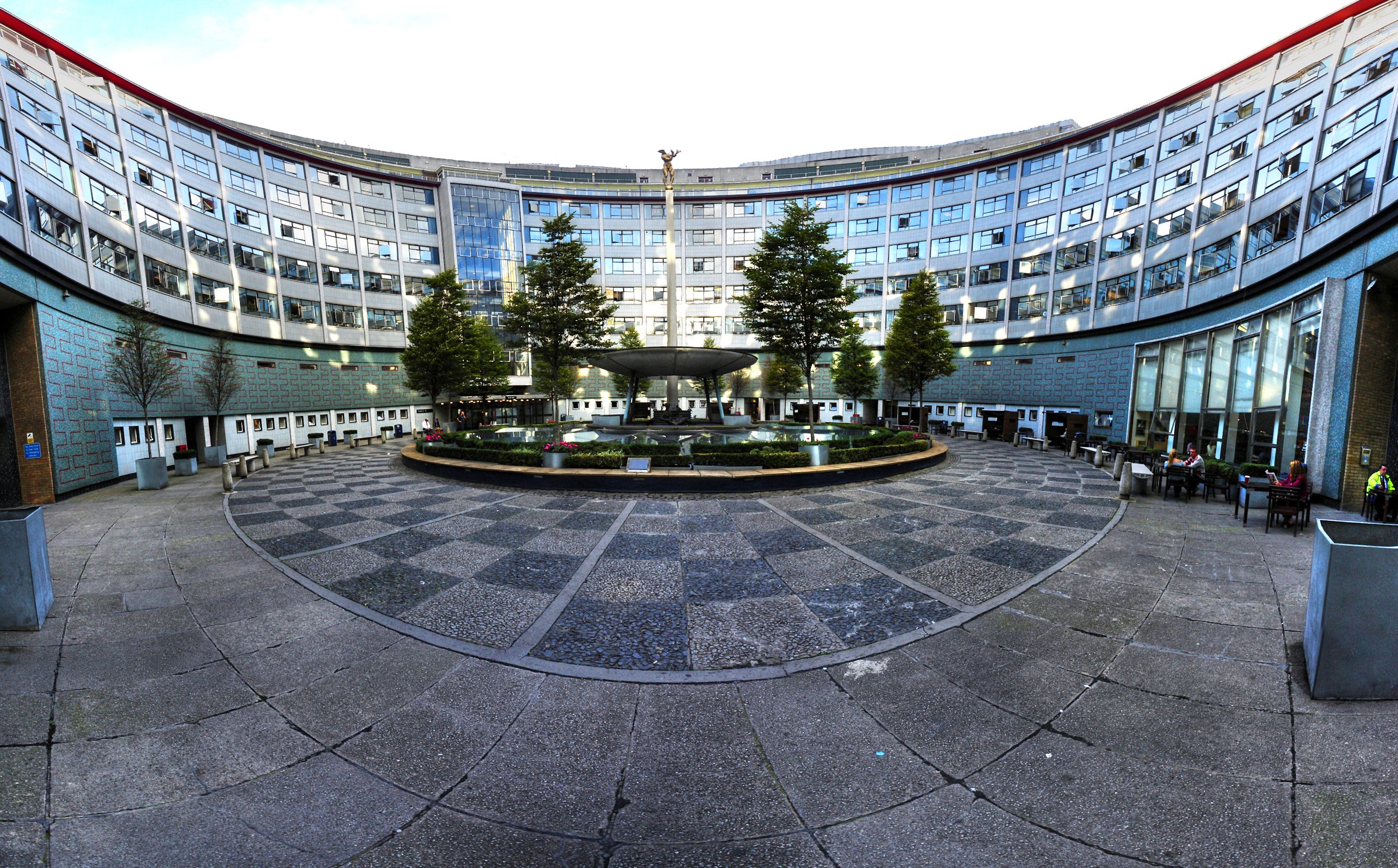
Het centrale gedeelte, met in het midden de sculptuur van Helios.

Het gebouw bestaat uit een rond centraal gedeelte (officieel bekend als het Main Block, maar er wordt door medewerkers gesproken over de donut) met studio's, kantoren en het nieuwscentrum daaromheen gebouwd.
In het midden van het centrale gedeelte staat een sculptuur van zonnegod Helios. Onder de sculptuur staan twee objecten die geluid en het waarnemen van beelden symboliseren, de basis van televisie. De sculptuur was oorspronkelijk een fontein, maar er werd door medewerkers geklaagd over geluidsoverlast. Ook lekte er water naar het onderliggende videobandarchief.

### Ontwerp
Vanuit de lucht gezien lijkt het gebouw op een vraagteken. De architect van het gebouw, Graham Dawbarn, tekende destijds een vraagteken op een envelop tijdens het ontwerpproces. Hij kwam hierdoor erachter dat dit naar eigen zeggen een ideaal ontwerp was voor het complex. De envelop is te bekijken in een van de archieven van de BBC.
Er werd begonnen met de bouw in 1950. Wegens problemen met de overheid werd de bouw echter weer stilgelegd tot 1953. Hierdoor moest de BBC tijdelijk diverse studio's verbouwen. De werkzaamheden werden afgerond in 1960, waardoor het complex kon werden geopend op 29 juni 1960.